# Kambatta (peuple)
Pour les articles homonymes, voir Kambatta.
Les Kambatta sont des habitants d'Afrique de l'Est vivant dans la Corne de l'Afrique, au sud-ouest de l'Éthiopie.

## Ethnonymie
Selon les sources et le contexte, on observe plusieurs formes : Kambata, Kambattas, Kanbata, Kemata, Kembat, Kembatta, Kenbata, Kombatta.

## Population
En Éthiopie, lors du recensement de 2007 portant sur une population totale de 73 750 932 personnes, 627 565 se sont déclarées « Kembata ».
Ils sont proches des Sidamo. 

## Langues
Ils parlent le kambatta (ou kambaata), une langue couchitique. L'amharique est également utilisé.

## Culture

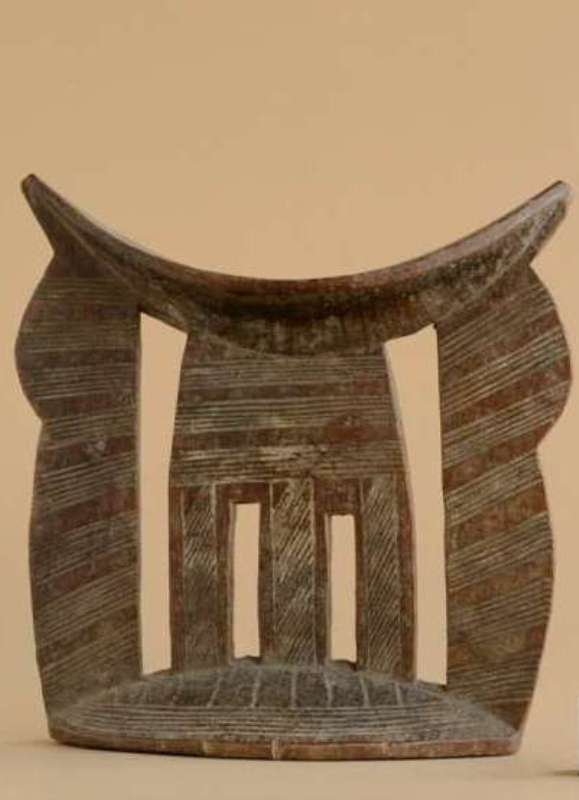
Appui-tête kambatta